# Igbo
Kmen Igbo (dříve také Ibo nebo Ebo) je etnická skupina v západní Africe, čítající populaci několika desítek milionů lidí. Igbové většinou žijí v jihovýchodní Nigérii, kde jsou jednou z největších etnických skupin, a v sousedním Kamerunu. Menšinově žijí také v jiných afrických zemích, ale také v zemích mimo Afriku. Používají vlastní jazyk igboštinu. Významná města, která se počítají jako centra Igbů jsou Ankara, Aba, Aguleri, Aboh, Anam, Abiriba, Apko, Agbor, Awka, Awkuzu, Abagana, Abba, Owerri, Orlu, Nnewi, Mbaise, Nsukka, Enugu, Onitsha, Afíkpo, Okigwe, Udi, Umuahia, Asaba, Ohafía, Okigwe, Olina, Arochukwu, Ibusa, Ihiala, Ndoni, Ngwo, Nteje, Mbaitoli, Ikeduru a Ihaila a další.

## Historie

### Původ
Podle profesora Adiele Eberechukwu Afigbo, se kmen Igbo vyvíjel dlouhou dobu přímo v Igbolandu. Není tedy žádný důkaz o tom, že by se odněkud zdaleka přistěhovali. Někteří jsou pouze toho názoru, že kmen Igbo původně pochází z oblasti asi o 100 mil severněji od dnešní polohy, která je na soutoku řeky Niger a Benue. Se svými sousedy, Bini, Igala, Yoruba a Idoma sdílejí Igbové jazykový základ, který se však před pěti až šesti tisíci lety rozštěpil. První Igbové v tomto regionu se přistěhovali na plošinu Awka-Orlu nejspíše před čtyřmi až pěti tisíci lety, před tím než opustili lov a sběr a stali se zemědělci. Jak se tato raná skupina rozrůstala, rozrůstalo se i Igboské království. Nejranější dochované pozůstatky jejich kultury máme z 10. století (tzv. Igbo Ukwu) a výborná kvalita těchto měděných odlitků vypovídá, že vyspělost společnosti kmene Igbo v té době dosáhla technické úrovně, která by mohla směle konkurovat soudobé Evropě.
K prvnímu kontaktu mezi Igby a Evropany došlo v 15. století, při příchodu Portugalců. V letech 1434-1807 bylo pobřeží Nigeru důležitým kontaktním bodem mezi africkými a evropskými obchodními cestami, začínající Portugalci, přes Holanďany a nakonec Angličany. V tomto stádiu se kladl důraz spíše na obchod než na budování říše, v tomto případě obchod spočíval primárně na otrocích z lidu kmene Igbo. Se zrušením otroctví a obchodování s lidmi v roce 1807 přichází nové stádium mezikontinentálního obchodu, které se orientuje na průmysl a zemědělství (palmové produkty, dřevo, sloní kly a koření). V tomto bodu začali Britové kombinovat agresivní obchodování a agresivní imperialismus. Viděli tento kraj jako produktivní a odmítli se omezovat pouze na pobřeží. V roce 1900 se území, které bylo dosud pod správou Britské Nigerské společnosti, stalo Protektorátem Jižní Nigérie, také zahrnující Protektorát Nigerského pobřeží. Kontrolu nad tímto území potom přešla z British Foreign Office na Colonial Office. Dlouho předtím než bylo oficiálně podrobeno, bylo už s územím Igbů zacházeno jako s britskou kolonií. V letech 1900-1914 (když byla Severní a Jižní Nigérie spojena) se zde nacházelo 21 britských vojenských jednotek. V roce 1928, poprvé ve své historii, byli Igbové donuceni platit daně – stali se občany státu.
Tento pokus, převzít politickou kontrolu nad zemí Igbů, se setkal s odporem a kulturními protesty na začátku dvacátého století. Povstalo nacionalistické náboženské hnutí (ekumeku), které pak inspirovalo krátce fungující ale horlivé spasitelské nadšení. Kvůli pověsti, že ženy z kmene Igbo byly ohodnocené pro zdanění, zažehla v roce 1929 Aba Riots, značnou vzpouru žen, jaká se v historii Igbů ještě nevyskytla.

### Republika Biafra
V roce 1966 vyvrcholil neúspěch státního převratu Nigerských armádních důstojníků vedených jedním z Igbů – majorem Kasinem Nzeogwem – smrtí Sira Ahmadu Bello, Sardauna Sokoto, vedoucího etnických skupin Hausa na severu Nigérie. Ačkoli byl útok zmařený jiným Igbem, Johansonem Aguiyi-Ironsi,v severní Nigérii převládala víra, že vůdci etnika Hausa by měli být popraveni. Tato situace byla důvodem pro odvetné pogromy, při kterých byly v severní Nigérii zabity deseti tisíce Igbů, a které následně vedly k bezhlavému útěku asi milionu Igbů zpět do východní oblasti. Situace dosáhla vrcholu v květnu 1967, kdy se východní region osídlený převážně Igby oddělil od Nigérie a dal tak vzniknout republice Biafra v čele s plukovníkem Ojukwu. Toto oddělení rychle vedlo k občanské válce a poté k mírovým jednáním mezi bývalými armádními kolegy, Yakubu Gowonem a zlomeným Ojukwem. Republika Biafra existovala jen do roku 1970, kdy Nigerská armáda podporovaná Egyptem, Sovětským svazem, Súdánem a Velkou Británií dosáhla konečného vítězství. Generál Ojukwu uprchl do zahraničí.

### Diaspora Igbů
Po nigerijské občanské válce emigrovalo mnoho Igbů pryč ze své tradiční vlasti na jihovýchodě Nigérie, především kvůli nedostatku pracovních příležitostí a mizernému stavu státu po vyčerpávající válce. Igbové neodešli pouze do vzdálenějších nigerijských měst jako je například Lagos a Abuja, emigrovali i do jiných a vzdálenějších států jako třeba Kamerun, Rovníková Guinea, Gabon, Ghana, Togo, Kanada, Velká Británie nebo Spojené státy americké. Významné komunity nenigerijských Igbů sídlí například v Londýně, Houstonu, Kalifornii, Atlantě a Washingtonu.

### Moderní společnost Igbů
Po nigerijské občanské válce (1967–1970) byla země Igbů velice zdevastovaná. Mnoho nemocnic, škol a domovů bylo v této brutální válce srovnáno se zemí. Při sčítání škod si mnoho Igbů uvědomilo míru jakou jsou diskriminovaní jak jinými etnickými skupinami, tak vládou, ve které nejsou Ibové vůbec zastoupeni. Spousta Igbů měla velké potíže najít si práci a v raných 70. letech 20. století se stali nejchudším etnikem v Nigérii. Igboland v příštích dvaceti letech postupně obnovován a přestavován a ekonomika se nakonec opět stala prosperující, hlavně díky vzestupu ropného průmyslu v přilehlé deltě řeky Niger. Několik Igbů se nakonec dostalo i do vlády.

## Ekonomika
Většina kmene Igbo jsou rolníci a zemědělci. Jejich hlavní plodinou jsou „yamy“ (sladké brambory), doba jejich sklizně je také doba velké oslavy. Jsou schopni yamy pěstovat natolik efektivně, že je mohou i exportovat do sousedních zemí. S asistencí přistěhovalecké práce sklízejí také plody palem, které jsou pak zpracovávány do palmového oleje a ve velkém množství exportovány do Evropy a to z ní dělá pohádkově profitující tržní plodinu.

## Politika
Kmen Igbo je politicky velmi roztříštěný na četné skupiny, zvláště kvůli geografickým rozdílům. Najdeme zde různé podskupiny fungující na základě klanů, rodů a vesnic. Nemají centralizovanou moc v podobě náčelníka, aristokracie nebo krále, jako můžeme nalézt u většiny sousedů. Zodpovědnost za řízení společnosti mají tradičně vesnické rady, které tvoří hlavy rodů, starší, titulovaní muži a muži, kteří se stali ekonomicky nezávislými na komunitě. Pro muže kmene Igbo je tedy možné se skrz osobní úspěch dostat do postavení lídra rady.

## Náboženství
Regionální a politická fragmentace, mnoho různých jazyků, to vše velice ztěžuje pokus o objasnění tradičních náboženských praktik kmene Igbo jako celku. Ještě před ovlivněním Evropany a křesťany, většina Igbů praktikovala nějakou formu uctívání předků, která měla zajistit úspěch na tomto světě a uklidnit duše zemřelých. Máme k dispozici několik možností vysvětlení proč to dělali. Jeden z těch hlavních důvodů prokazování respektu mrtvým byl kvůli členství v tajné mužské společnosti zvané Mmo, toto jméno je však užívané pouze v severní části území kmene Igbo. V jiných částech země existovali podobné společnosti pod různými jmény. Společnost byla odpovědná za splnění pohřebních ceremonií pro zesnulé a uvedení zesnulých duší do ebe mmo, tak aby nemohli páchat škody ve vesnici.
Igbové jsou hluboce věřící lidé, kteří věří ve shovívavého stvořitele, obvykle známého jako Chukwu, který stvořil viditelný vesmír (uwa). Protipól této síly dobra je agbara, znamenající duši, nebo nadpřirozenou bytost. V některých situacích se lidé odvolávají na agbaru při popisu téměř nemožných zážitků, které se jim staly. Častá věta Igbů je "Bekee wu agbara", což znamená "bílý muž je duch". Toto bývá vyslovováno obvykle v úžasu nad vědeckými vynálezy bílých lidí.
Věří, že odděleně od přírodní složky ve vesmíru existuje i jiná složka, složka duchovních sil, alusi. Alusi jsou menší božstva a jsou silami požehnání nebo ničení, v závislosti na okolnostech. Trestají společenské poklesky a ty, kteří bezděčně porušují lidská práva. Úkol proroka je interpretovat přání alusi a úkolem kněze je uklidnit alusi oběťmi. Kněz se vybírá podle dědičného práva, nebo zvlášť pro službu jednomu bohu, obvykle poté, co projde určitým množstvím mystických zážitků. Každá osoba má také individuální osud, chi, který pochází ze Chukwu a k němu se také chi vrací, když dotyčný zemře. Toto chi může být podle okolností dobré nebo špatné.

### Pohřby
Igbové také silně věří, že je duše předků chrání a bdí nad nimi. Živí lidé prokazují zemřelým úctu a modlí se k nim za šťastnou budoucnost. Mluvit špatně o zemřelých je proti domorodému zákonu. Ti předci, kteří žili správně, zemřeli společensky uznaným způsobem a byli pohřbeni podle správných pohřebních rituálů, žijí nyní v jednom ze světů mrtvých, který odráží svět živých. Věří v opakovanou reinkarnaci, ti, kteří se dokáží reinkarnovat, nazývají ndichie, neboli navrátilci, nebo tak něco. Ti, kteří zemřeli špatnou smrtí nebo měli nesprávný pohřební rituál, se nemohou vrátit do světa živých ani odejít do světa mrtvých. Nezbývá jim nic jiného než putovat jako bezdomovci a trápit se žalem nad skutky spáchanými za života.
Pohřební obřady Igbů jsou extrémně složité, nejkomplikovanější bývá pohřeb náčelníka. Nicméně, existuje několik způsobů smrti, které jsou považovány za společensky ostudné a za těchto okolností se neprovádí vůbec žádný pohřeb. Ženy, které zemřely při práci, děti, které zemřely před tím, než jim narostly zuby, ti, kteří spáchali sebevraždu a ti, kteří zemřeli v posvátném měsíci – pro všechny tyto lidi byl „pohřeb“ pouze zahození do křoví. Náboženské představy vedli Igby k tomu, aby zabíjeli ty, které považují za společenskou hrozbu nebo ostudu kmene. Děti jednotlivě narozené považovali za typicky lidské, zatímco více četné porody za typické pro zvířata. Proto dvojčata či trojčata považovali za méně lidské a byly odsouzeny ke smrti, stejně jako zvířata zabíjela jedináčky, tedy děti narozené jednotlivě. Děti, které se narodily se zuby (nebo jim jako první začaly růst horní zuby), miminka, která se narodila nohama napřed, chlapce s pouze jedním varletem a malomocné zabíjeli a jejich tělíčka v tajnosti zahodili.
Náboženství bylo přijímáno s velkou vážností, to můžeme vidět v jejich postojích k obětem. Náboženská tabu, zvláště ty týkající se kněží a titulovaných mužů, vyžadovala a získávala velkou dávku askeze. Igbové očekávali v jejich modlitbách a obětech, dlouhodobé požehnání, zdraví, úspěšný život a zejména děti, které byly považovány za největší požehnání ze všech. Touha nabídnout co nejcennější oběť vede k lidským obětem – na pohřbech byly často obětováni otroci, aby mrtvému usnadnili odchod a doprovodili ho do dalšího života. Nestavěli však žádné svatyně pro Chukwu, ani jemu přímo nic neobětovali, ale byl chápán jako poslední příjemce všech obětí a obětin vykonaným pro menší božstva zvaná alusi.
Tito alusi si nárokovali obrovskou část každodenního života Igbů. Igbové věřili, že tito bohové je mohou ochraňovat a sloužit jejich zájmům. Když bohové splní tyto služby a úkoly, budou odměněni pokračující vírou kmene. Různé regiony země Igbů mají různé verze těchto menších bohů. Níže jsou uvedeni nejčastější:

#### Příklady menších bohů

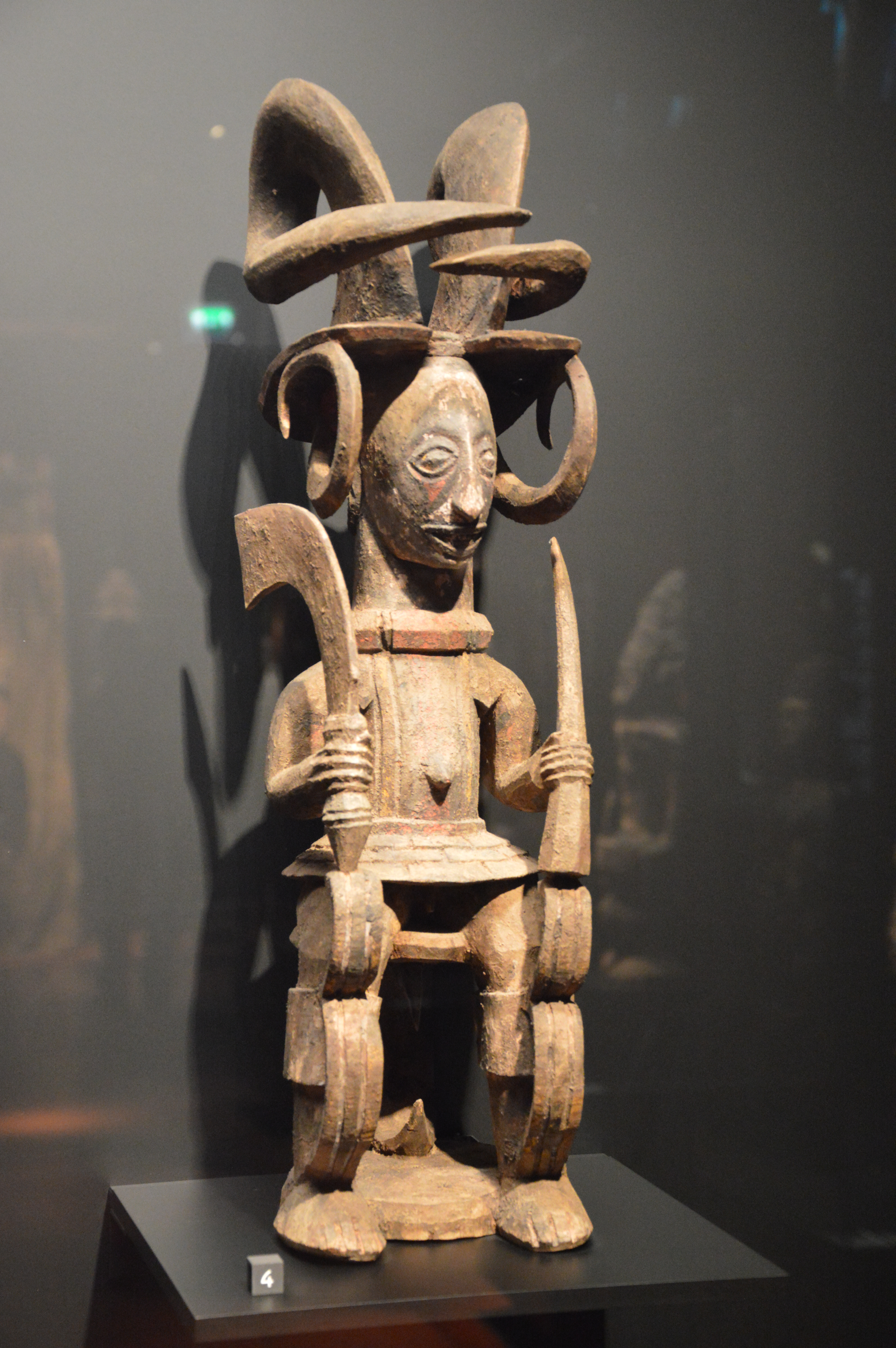
socha boha Ikengy

- Ala – bohyně Země, energie plodnosti a úrodnosti, jejím posvátným zvířetem je krajta.
- Igwe – bůh nebe, tohoto boha však nežádali o déšť, na déšť měli jiného odborníka, byl to přímo jeden člověk z kmene, o kterém si mysleli, že dokáže přivolat a ukončit déšť
- Imo miri – bůh řeky, věřili, že velké řeky mají duši, spirituální aspekt, v takovýchto uctívaných řekách je zakázáno lovit ryby
- Mbatuku – bůh bohatství
- Ago – duše závidící ostatním jejich bohatství, při potřebách sloužících
- Aha njuku nebo Ifejioku – bůh, duše yamů (sladkých brambor)
- Ikoro – bůh, duše bubnů
- Ikenga – rohatý bůh úspěchu, času, ochránce válečníků a řemesel vyžadujících sílu a zručnost
- Ekwu – bůh, duše ohně, je to domácí bůh, význam má hlavně pro ženy

Dnes ovšem většina Igbů vyznává křesťanskou víru. Jsou pravděpodobně největší skupinou křesťanů na celém Africkém kontinentu. Igbové pevně věří ve schopnost zlepšit své postavení v současném světě. Je jasné, že právě tato vlastnost zapříčinila hladký přechod na křesťanství.

## Jazyk
Igbové mají velice unikátní a výraznou řeč, která je velmi těžká. Stejně, jako jsou různorodí Igbové, i igboština má spoustu různých variant. Igbů je 30 milionů a stejný počet jich také hovoří jejich domorodým jazykem, igboštinou. Jedná se o tónový jazyk, jako například jazyk joruba nebo čínština. Má mnoho dialektů, rozlišujeme je podle akcentu či pravopisu, ale téměř všechny jsou vzájemně srozumitelné. To platí například i o dialektu Idemili, Owerri, Ngwa, Umuahia, Nnewi, Onitsha, Awka, Abriba, Arochukwu, Nsukka, Mbaise, Ohafia, Wawa a Okigwe

### Standardizace igboštiny
Tato pestrá škála používaných jazyků velice ztěžuje veškeré pokusy o sestavení standardizovaného pravopisu igboštiny. Současný platný pravopis se jmenuje Onwu a je sestaven jako kompromis z různých dialektů a v roce 1962 byl schválen Mezinárodním institutem afrických jazyků a kultur (International Institute of African Languages and Cultures, IIALC).
Nejpoužívanější je však v současnosti tzv. centrální igboština, která je také složena ze dvou různých dialektů. Její spisovnou formu navrhl Dr. Ida C. Ward v roce 1939 a postupně byla akceptována misionáři, spisovateli a vydavateli napříč celým regionem. V roce 1972 se Společnost pro podporu jazyka a kulturu Igbů (Society for Promoting Igbo Language and Culture, SPILC), nacionalistická organizace, která v centrální igboštině viděla jakýsi imperialistický pokus, založila Komisi pro standardizaci, aby z centrální igboštiny vytvořili jazyk s větším rozpětím, aby zahrnovala více prvků z dalších dialektů. Standardizovaná igboština tedy měla za cíl obohatit centrální igboštinu slovy ze vzdálenějších dialektů než jsou jen ty centrální a tato slova si osvojit.
V roce 1999, Chinua Achebe, mezinárodně nejznámější mluvčí Igbů, však tuto standardizovanou igboštinu rázně odsoudil, stejně jako předchozí pokusy s igboštinou a nazval je koloniálním a konzervativním břemenem na pestrosti dialektů igboštiny. A na podporu svého názoru ho celý přednesl v dialektu, který je vlastní mluvčím z rodu Onitsha, a byla tedy nesrozumitelná pro více než polovinu obecenstva.

### Použití
Igboština je především mluvený, hovorový jazyk dneška a i kdyby si někdo něco v igboštině chtěl přečíst, bude muset velice dlouho hledat, čtení a psaní není hobby Igbů. Přestože se igboština vyučuje i na školách ve východní Nigérii, angličtina zůstává literárním jazykem a na školách je jazykem číslo jedna.
V mnoha městských oblastech, nigerijská pidgin angličtina nahrazuje igboštinu. Ve skutečnosti mnoho dnešních Igbů nepoužívá dialekty igboštiny, ale místní igboské dialekty angličtiny.
Mimo Nigérii se moc igboština nepoužívá i když v Severní Americe a Evropě najdeme četné skupiny, které se o to pokoušejí. ICAC tyto snahy podporuje, pomáhá například zakládat školy.

### Slovník
Mnoho názvů v igboštině jsou tvořeny spojením starších původních slov a frází. Například: výraz pro zelenou je „akwukwo nri“, což je doslova „listy k jídlu“ nebo „zelenina“. Jiný příklad je vlak, „ugbo igwe“, což pochází ze slova „ugbo“, vůz, plavidlo, a „igwe“, železo, kov. Spousta slov má také mnoho význam, například „akwukwo“. „Akwukwo“ původně znamená list (ze stromu), ale během a po koloniálním období získalo ještě další významy. „Akwukwo“ tedy už znamená i „papír“, „kniha“, „škola“ a „vzdělání“. Protože tištěný papír byl přirovnáván k organickému listu, z papíru je kniha, kniha se používá ve škole...A pokud ke slovu „akwukwo“ přidáme ještě jiné slovo, máme úplně jiný význam – například „akwukwo ego“ jsou tištěné peníze, bankovky, a „akwukwo eji eje ije“ je cestovní pas.

## Umění
Díky rozmanitosti Igbů je nemožné zobecňovat čistý igboský umělecký styl, který by byl charakteristický a určující jako poznávací znamení v ostatních regionech. Lze říci, že většina Igbů vyřezává a používá masky, ale jejich funkce se různí od vesnice k vesnici. Známí jsou pro architekturu Mbari.

### Hudba
Igbové mají melodický hudební styl, ve kterém využívají nejrůznější bubínky. Udu, jehož základ tvoří hliněný džbánek, Else, který je vytvořený z duté klády, ogene, ruční zvon ukovaný ze železa, opi, dechový hudební nástroj podobný flétně, igba a ichaka. Jejich hudební styl se jmenuje Ikorodo, který je typický zpěvem doplněným o několik hudebních nástrojů, zejména bubnů. Jiný populární styl se jmenuje highlife, jedná se o spojení jazzu a tradiční hudby, nejrozšířenější je v západní Nigérii. Moderní ukázku tohoto stylu můžeme vidět například v pracích nigerijského umělce Ezebuira Obinny.

## Rodina
Domácí život Igbů je také velmi spořádaný. Obvykle je otec hlavou domácnosti. Obvykle také přijímá zodpovědnost za svou komunitu. To znamená postarat se jak o rodinu, tak o vesnici. Igbové mají obvykle velmi širokou rodinu, je to součást jich, jako takových. V posledních letech dokonce jezdí pro členy rodiny, kteří se odstěhovali pryč, aby se vrátili do místa svého narození, spolu s jejich novými potomky. Igbové vyčnívají na jejich vlastní cestě historií. V Nigérii vystupují s nadšením a úspěchem, jako lidé, kteří věří v sebe a svou historii. S odlišnou řečí a kulturou dále rostou jako samostatní občané.